# あやべ市民新聞
あやべ市民新聞（あやべしみんしんぶん）は、あやべ市民新聞社が発行している、京都府綾部市にある地域紙。

## 概要
発行エリアは京都府綾部市全域であり、全国に郵送も行なっている。発行日は月・水・金の週3回の夕刊であり、発行部数は8,000部（2004年時点）。綾部市内の全世帯に対する普及率は60％余りに達する。
月極め購読料は1,100円で、一部売りは100円。

## 沿革
- 1983年（昭和58年） - 福知山市に本社を置く両丹日日新聞社と、綾部市内の新生時報社、北都タイムスにより、綾部市大島町にあやべ市民新聞社が設立される。
- 1986年（昭和61年） - 綾部市川糸町に本社を移転する。
- 2007年（平成19年） - 綾部市大島町に本社を移転する。